# ペンタクロロフェノール
ペンタクロロフェノール（英: Pentachlorophenol、略称PCP）は、化学式C6HCl5Oで表される有機塩素化合物。
ベンゼン様の臭気を有する白色結晶で、有機溶媒に可溶。水にはほとんど解けないが、ナトリウムなどの塩にすれば溶ける。

## 用途
日本では当初、日本住血吸虫を媒介するミヤイリガイの駆除剤として用いられ、その際に2,4-Dでは枯れないノビエなどの除草効果が山梨県農業試験場の由井重文らにより1954年に報告された。そして殺菌剤としてナトリウム塩が1955年9月22日に、除草剤としてナトリウム塩が1956年12月26日に農薬登録を受け、水田用の除草剤として広く用いられた。その後魚毒性などが問題化し、殺菌剤としてはバリウム塩が1975年3月8日、ナトリウム塩が1989年11月10日、銅塩が1990年6月26日に失効。除草剤としてもヒドラジン塩が1969年6月20日、カルシウム塩が1975年11月20日、ナトリウム塩が1990年2月19日に失効している。
農業用途のほか木材の防腐やシロアリ駆除、水虫薬にも使用された。アメリカでは獣皮の防腐処理に使用されたが、PCP処理した獣皮から採取した脂肪を与えられたブロイラー数百万羽が水腫で死ぬ事件が1957年に起きている。

## 安全性
日本の毒物及び劇物取締法では1%以下の製剤を除き劇物に分類されている。また、労働安全衛生法の第2類特定化学物質に指定されている。
半数致死量（LD50）はラットへの経口投与で110mg/kg、ラットへの経皮投与で96mg/kg。最小致死量（LDL0）はヒトへの経口投与で401mg/kg。国際がん研究機関（IARC）は発癌性についてグループ2B（人に対し発癌性があるかもしれない）としている。ゼブラフィッシュに対する半数致死濃度（LC50）は15~30μg/L/36Hと、強い魚毒性を持つが、生物濃縮の影響は大きくないと見られている。PCPを製造していた石原産業・日産化学工業・保土谷化学工業・三井東圧を初め、農家や家具工場などで皮膚障害や肝障害などの職業病が発生し、7人が死亡、90人に中毒症状が起きている。福岡県久留米市の製剤工場では周辺住民に健康被害が発生し、1973年に訴訟が行われた。
不燃性だが200℃以上で分解し、ダイオキシン類を含む有毒ガスを生じる。